# Elia Barp
Elia Barp (Belluno, 19 dicembre 2002) è un fondista italiano.

## Biografia
Barp, originario di Trichiana (Borgo Valbelluna)  e attivo dal settembre del 2018, ha debuttato in campo internazionale in occasione dei III Giochi olimpici giovanili invernali di Losanna 2020; ha vinto la medaglia di bronzo nella staffetta ai Mondiali juniores di Lahti/Vuokatti 2021 e la medaglia d'argento nella sprint a quelli di Zakopane/Lygnasæter 2022. Ha esordito in Coppa del Mondo il 31 dicembre 2022 a Val Müstair nella sprint valida per il Tour de Ski 2022-2023 (46º) e ai Campionati mondiali a Planica 2023, dove si è classificato 45º nella 15 km; ha ottenuto il primo podio in Coppa del Mondo nella staffetta di Oberhof del 21 gennaio 2024 (2º) e ai Mondiali di Trondheim 2025 si è piazzato 53º nello skiathlon. Non ha preso parte a rassegne olimpiche.

## Palmarès

### Mondiali juniores
- 2 medaglie:
  - 1 argento (sprint a Zakopane/Lygnasæter 2022)
  - 1 bronzo (staffetta a Lahti/Vuokatti 2021)

### Coppa del Mondo
- Miglior piazzamento in classifica generale: 34º nel 2024
- 1 podio (a squadre):
  - 1 secondo posto

### Campionati italiani
- 1 medaglia:
  - 1 argento (10 km nel 2023)

### Campionati italiani juniores
- 7 ori (10 km TC, 10 km TL, 30 km TL, sprint a squadre, staffetta nel 2021; 10 km TC, 15 km TL MS nel 2022)[senza fonte]